# Тігерек
Тігере́к (рос. Тигере) — селище у складі Краснощоковського району Алтайського краю, Росія. Входить до складу Чинетинської сільської ради.
Стара назва — Тігірек.

## Населення
Населення — 41 особа (2010; 92 у 2002).
Національний склад (станом на 2002 рік):
- росіяни — 100 %